# Organdonation i Sverige
Organdonation i Sverige har utförts sedan år 1964. Den första transplantationen i Sverige var en njurtransplantation och utfördes på Serafimerlasarettet i Stockholm av Curt Franksson. Varje år genomförs omkring 800 organtransplantationer och 1 000 vävnadstransplantationer i Sverige. År 2022 hade Sverige organdonationer från 206 avlidna personer vilket är det största antalet någonsin.
Organdonation av avlidna har haft en stor utveckling sedan början av 2010-talet i Sverige. Detta mycket på grund av en ökad donationsvilja av befolkningen och ett ökat fokus på donationsfrågan inom hälso- och sjukvården. Organdonation efter döden görs endast om man vårdas på en intensivvårdsavdelning. De organ och vävnader som transplanteras är njure, lever, hjärta, lungor, bukspottkörtel och tunntarm. Även cell-öar från bukspottkörteln transplanteras.
Organdonation i Sverige har ingen åldersgräns. Personer under 15 år kan bli anmäld till donationsregistret av sin vårdnadshavare. Personer över 15 år kan sedan ta ställning om den vill stå kvar i registret. Om en patient ska bli organdonator är det konditionen på de organ eller vävnader som avgör om en donation kan genomföras. Sjukvården gör då en medicinsk prövning på personen om en donation skulle bli aktuell.

## Lagar och regler
När en patient vars liv inte går att rädda införs behandling för att bevara organens funktion och ge bättre förutsättningar för eventuell transplantation. Om livet inte går att rädda på patienten och fortsatt vård inte är meningsfullt beslutar två legitimerade läkare att inte fortsätta med livsuppehållande behandling. Organ bevarande behandling får pågå i högst 72 timmar efter brytningspunkten om inget annat ges.
Det finns särskilda bestämmelser om när organbevarande behandling får ges. Dessa är om det inte kan vänta tills efter döden. Det får inte medföra mer än ringa skada och smärta för personen och det får inte hindra insatser för patientens egen skull.
Lagen om att en närstående kan hindra en eventuell organdonation har tagits bort. Det är den enskildes beslut som alltid gäller.
Närstående till den avlidna måste få information om att ett donationsingrepp ska ske innan det utförs. Om sjukvården inte får tag i de närstående kan ett ingrepp ändå genomföras.